# Ханбумбат (аэропорт)
Ханбумбат — международный аэропорт в сомоне Ханбогд аймака Умнеговь в Монголии. Строительство аэропорта было профинансировано шахтой Оюу Толгой. Это второй по пассажиропотоку аэропорт в Монголии после Международного аэропорта Чингисхан — в 2012 году он принял почти 100 000 пассажиров.

## История

### Исследование месторождения Оюу-Толгой
В 2001 году канадская компания Ivanhoe Mines обнаружила золотое месторождение в пустыне Гоби Монголии в районе, известном как Оюу Толгой (в переводе с монгольского — Бирюзовый Холм), где во времена Чингисхана выплавляли медь. К 2003 году насчитывалось 18 разведочных буровых установок, где работало около 200 людей, и Оюу Толгой стал крупным мировым проектом геологоразведки. В январе 2013 года Оюу Толгой начал выпускать концентрат из шахты.

### История аэропорта
Старое здание аэропорта был построен в 2000-х годах. В 2004 году аэропорт был назван «Оют». Взлётно-посадочная полоса была неукреплённая. В 2007 году он начал принимать пассажирские рейсы. Новый аэропорт был построен в 2012 году. Он открылся 10 февраля 2013 года.

## Основная информация

### Описание
Аэропорт Ханбумбат находится на юге пустыни Гоби Монголии, в 80 километрах (50 миль) к северу от границы Монголии с Китаем. Месторождение содержит (по состоянию на 2010 г.), по оценкам, 79 млрд. фунтов (3 5833 000 тонн) меди и 45 млн унций (1 275 000 000 грамма) золота. Производство было начато в 2013 году и предполагается, что выйдет на проектную мощность в 2018 году. Во время ожидаемого срока службы шахты (45 лет), Оюу Толгой планирует производить 450 000 тонн (500 000 коротких тонн) меди в год, на сумму, равную 3% мирового производства. Ою Толгой также будет производить 330 000 унций золота в год. Сейчас на шахте работает более 14 000 человек, из них только 3 000—4 000 — монголы, так что это было необходимо построить аэропорт.

### Взлетно-посадочные полосы и инфраструктура

#### Взлетно-посадочные полосы
Аэропорт имеет 1 ВПП длиной 3250 м и шириной 45 м. Он способен принимать самолёты класса Боинг-737 и Аэробус А320.

#### Терминалы

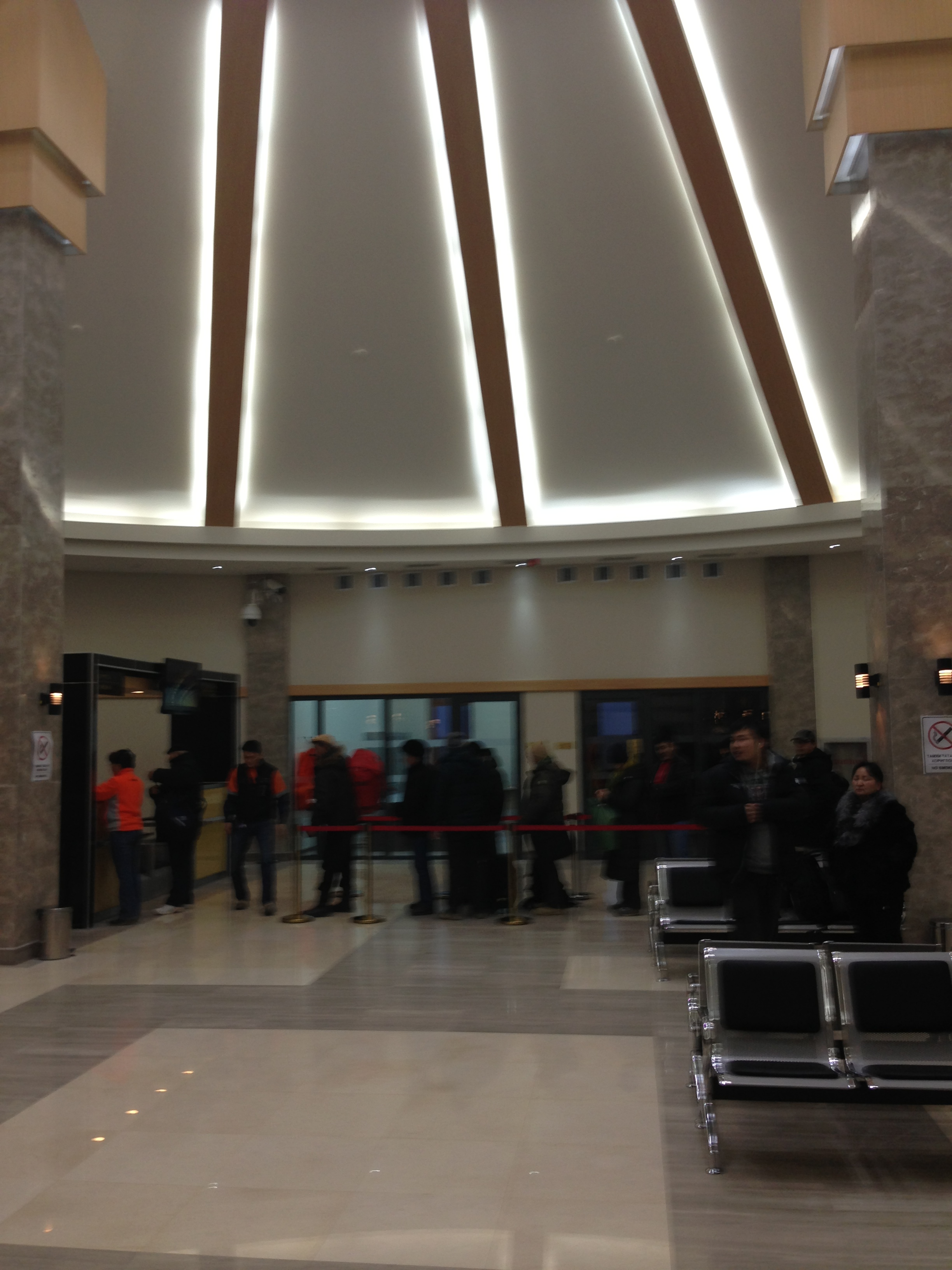
Внутри терминала 2

В аэропорту Ханбумбат есть два пассажирских терминала и один грузовой ангар.

##### Терминал 1
Терминал 1 был открыт в 2001 году. Регулярные рейсы начались в декабре 2011 года. Он принимал все рейсы из Улан-Батора до 2013 года. Сейчас он принимает только чартерные рейсы.

##### Терминал 2
Новый терминал был открыт в 2013 году, чтобы заменить старый терминал и принимает все современные рейсы. Здание терминала (выполнено по оригинальному проекту в форме монгольской юрты) способно обслужить до 240 пассажиров в час.

### Пассажиропоток
В 2012 году в аэропорт прибыли 73 000 пассажиров. Большинство из них были работниками Оюу Толгой из Улан-Батора, в том числе иностранцы, которые летели через Международный аэропорт Чингисхан. В будущем предполагается открыть международные рейсы непосредственно из аэропорта Ханбумбат.

## Галерея

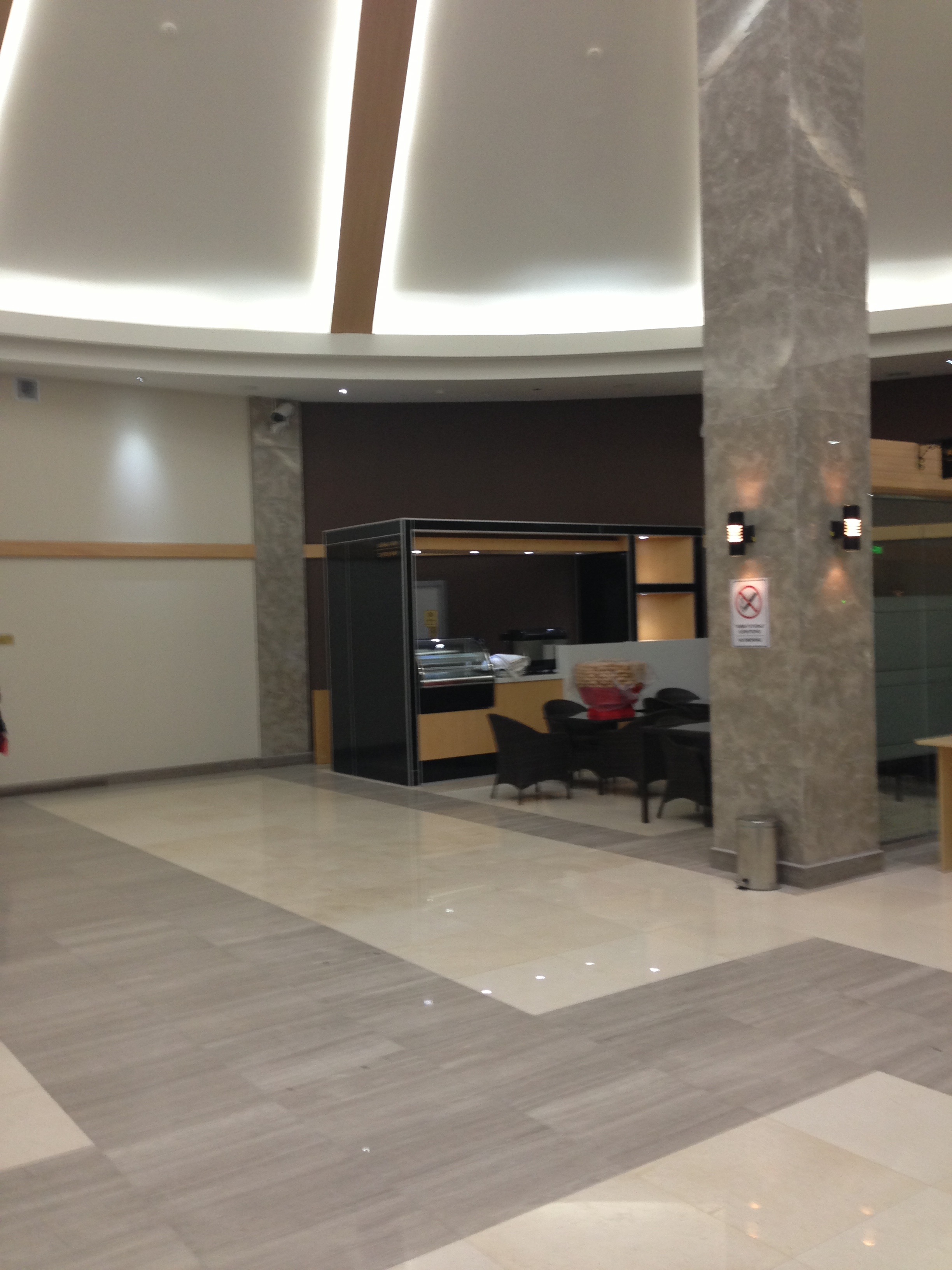
Внутри терминала
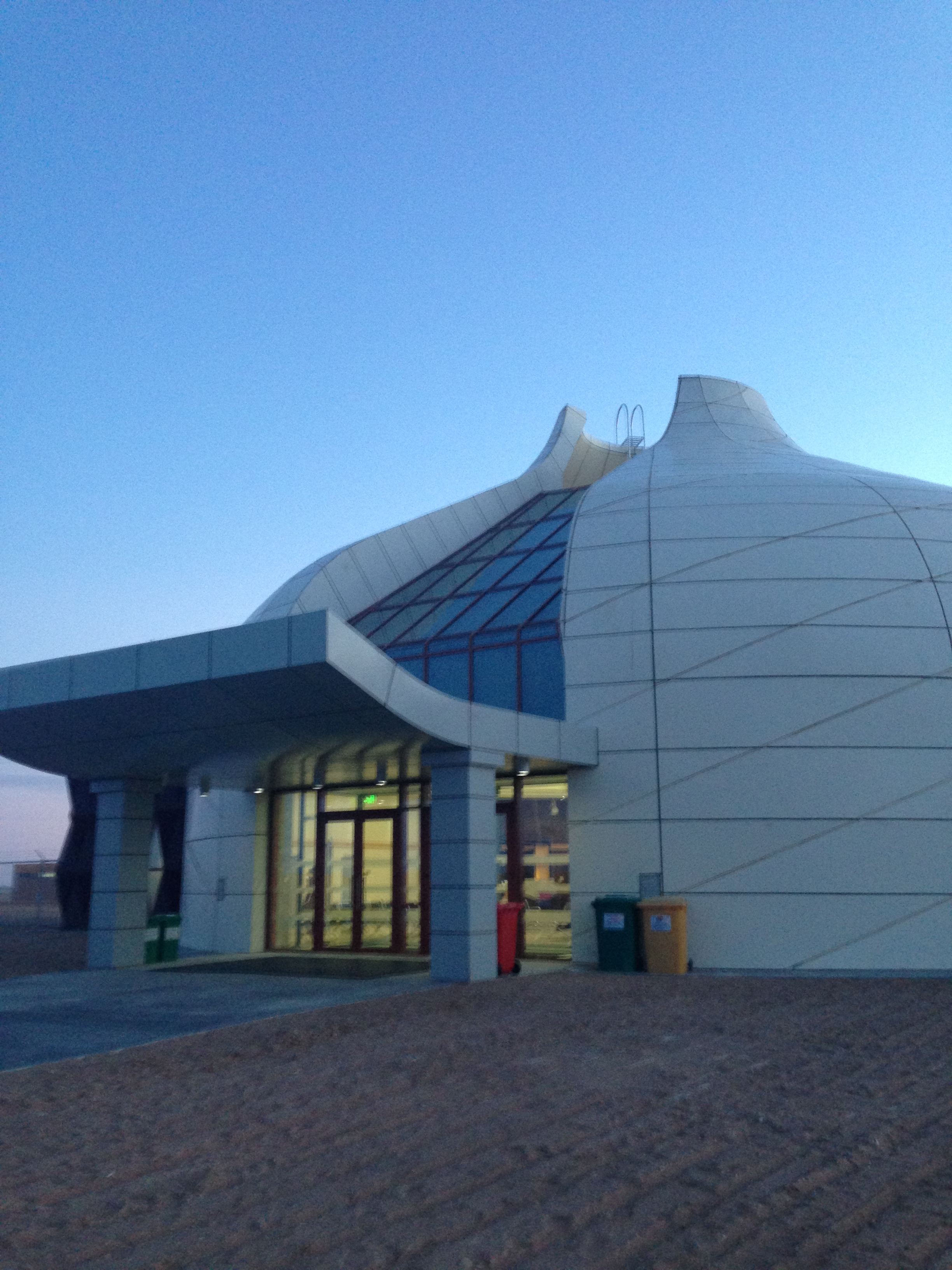
Вид сбоку
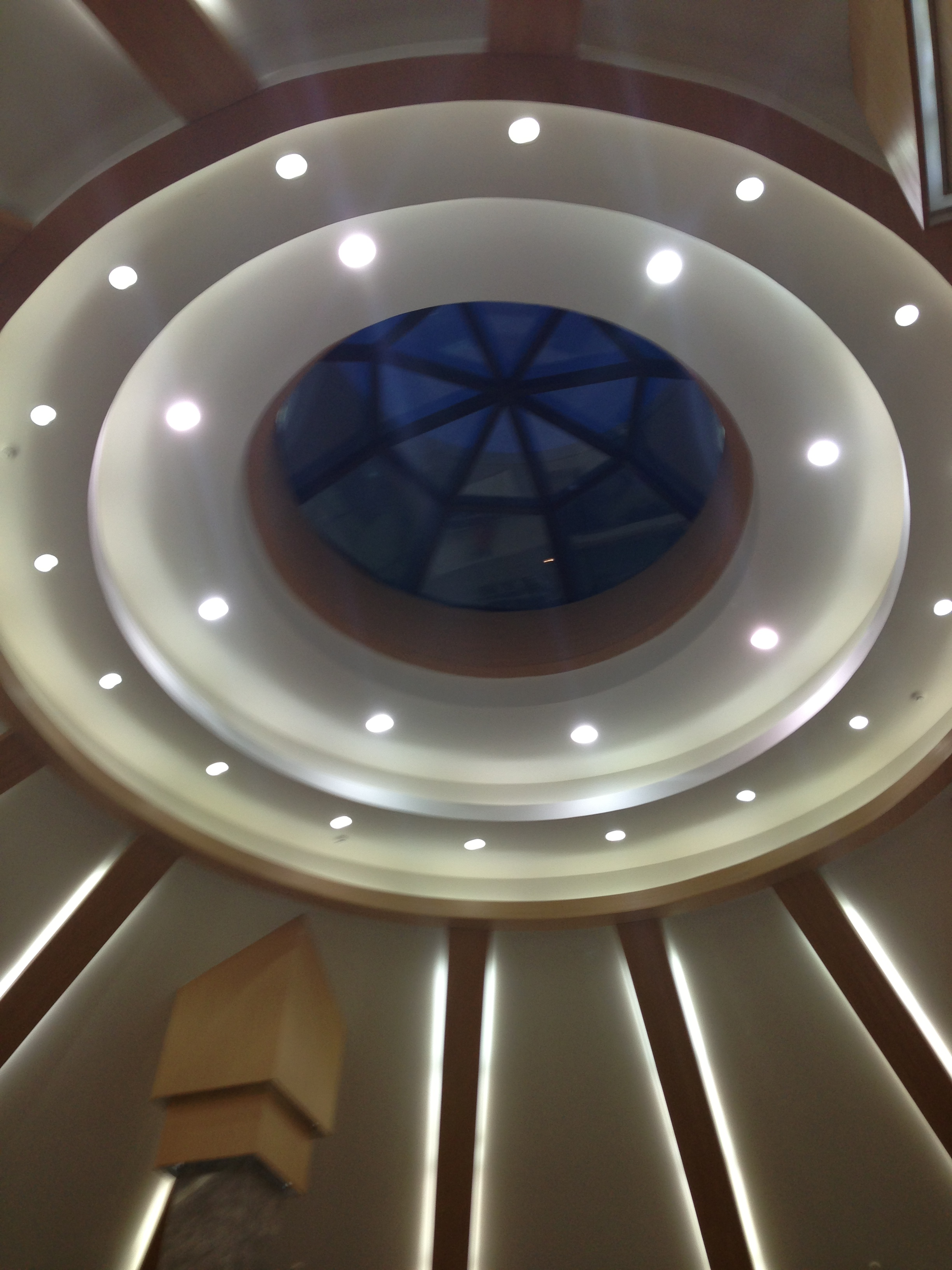
Потолок аэропорта
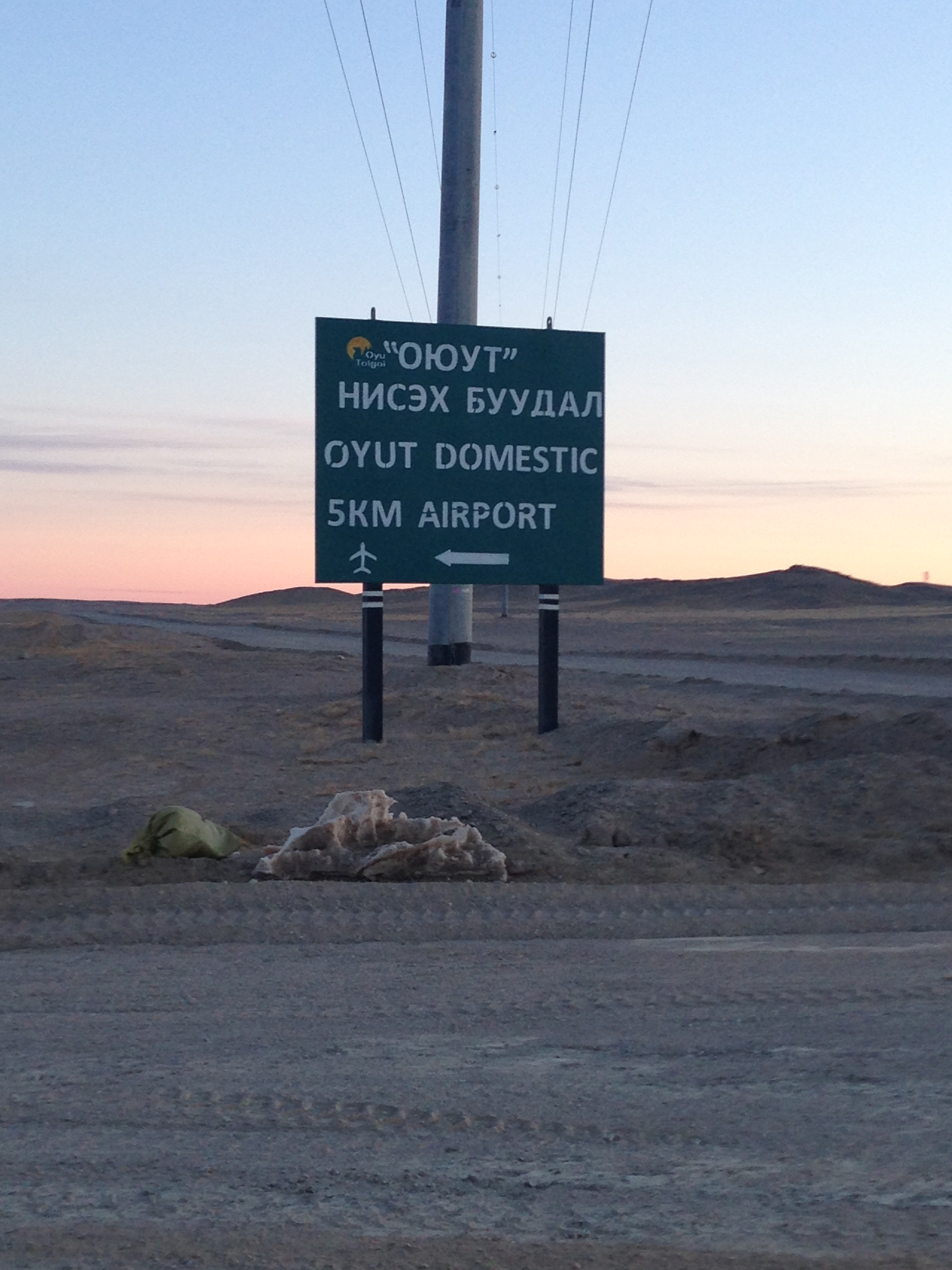
Указатель